# Plan de Almanza
Plan de Almanza är en ort i Mexiko.   Den ligger i kommunen Yecuatla och delstaten Veracruz, i den sydöstra delen av landet, 250 km öster om huvudstaden Mexico City. Plan de Almanza ligger 575 meter över havet och antalet invånare är 284.
Terrängen runt Plan de Almanza är kuperad norrut, men söderut är den bergig. Runt Plan de Almanza är det ganska tätbefolkat, med 166 invånare per kvadratkilometer. Närmaste större samhälle är Misantla, 7,6 km nordväst om Plan de Almanza. Omgivningarna runt Plan de Almanza är en mosaik av jordbruksmark och naturlig växtlighet.